# Forces françaises à Djibouti
Les forces françaises stationnées à Djibouti (FFDj) constituent le contingent militaire français numériquement le plus important hors de France. Les troupes françaises restent présentes à Djibouti lors de l'accession du territoire à l'indépendance, d'abord dans le cadre d'un protocole provisoire de juin 1977 fixant les conditions de stationnement des forces françaises, valant accord de défense. Un nouvel accord est en vigueur depuis 2014.

## Historique
Les effectifs sont en début de 2015 de 1 950 personnes. En 2018, ils sont, selon les sources, entre 1350 et 1450 personnels
En juin 2025, l'Assemblée nationale Française adopte, le projet de loi autorisant la ratification du Traité de coopération en matière de défense entre la République française et la République de Djibouti, l'accord la restitution du terrains de la base navale du Héron à Djibouti.

## Dispositif
Le général commandant les forces françaises stationnées à Djibouti dispose d'un état-major interarmées. Il commande début 2015 environ 1 950 militaires, dont 1 400 permanents, appartenant à des unités pré-positionnées et tournantes qui constituent les forces de présence. Durant l'été 2015, l'effectif a diminué entre 1 650 et 1 750 personnes,. La base de Défense est gérée par le Groupement de soutien de la base de défense de Djibouti.
La Direction d'infrastructure de la Défense de Djibouti assure l’ensemble des missions de soutien spécialisé dans le domaine infrastructure.

### Composante Terre

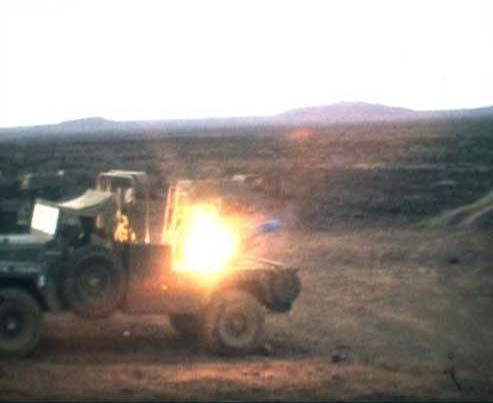
Tir depuis un des cinq VLRA lance missiles SS 11 du 5e RIAOM au Goubad (30 km au sud-ouest de Djibouti) en 1971.

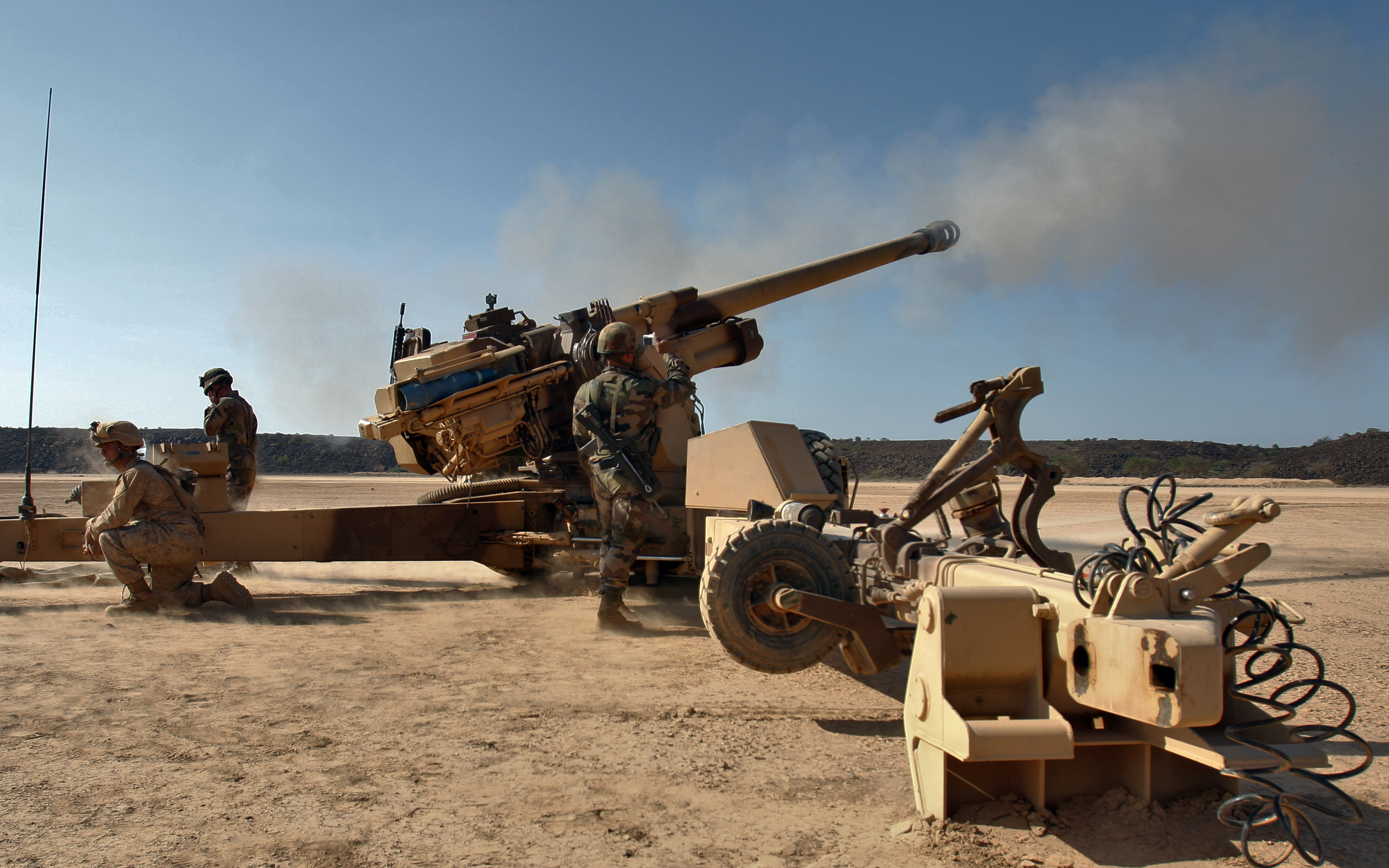
Canon TRF1 de 155 déployé par le 93e régiment d'artillerie de montagne a Djibouti en 2010.

Le 1er novembre 1969, le 5e régiment interarmes d'outre-mer est recréé à Djibouti sur le territoire français des Afars et des Issas par changement d'appellation du 57e RIAOM dont il conserve la devise « Fier et fort ». À cette date, il reçoit en héritage le fanion et les traditions du bataillon somali.
Le 5e RIAOM est aujourd'hui le dernier régiment interarmes de l'Armée de terre française. Sa localisation, ainsi que les missions qui sont confiées en république de Djibouti, région du Globe en perpétuelle évolution et aux multiples soubresauts, lui imposent une posture opérationnelle permanente. C'est également le régiment de tradition de Djibouti.
Regroupé au quartier Brière de l'Isle, il est composé de:
- La CCL assure la logistique opérationnelle ainsi que la mise en œuvre du poste de commandement du régiment. Elle arme également le centre d’entraînement au combat et d’aguerrissement de Djibouti (CECAD). Ce centre accueille les unités permanentes ou en mission de courte durée du 5e RIAOM, les autres unités des FFDj, les unités ou écoles de métropole, les forces djiboutiennes et étrangères.
- La 1re compagnie d'infanterie en mission de courte durée, équipée de VAB et de missiles antichars ;
- Le 3e escadron blindé en mission de courte durée, équipé d'AMX-10 RC ;
- La 6e batterie, unité d'artillerie sol - sol en mission de courte durée, équipée de TRF1 et de mortier de 120 mm.

Depuis le 1er août 2008, le bataillon de l'aviation légère de Djibouti (BATALAT) est rattaché au 5e RIAOM. Devenu depuis un Détachement de l’Aviation légère de l'Armée de terre (DETALAT) avec 70 militaires, il est équipé fin 2014 de quatre hélicoptères Puma et deux Gazelle-Hot.

### Composante Air
L’escadrille de la côte française des Somalis (CFS) est constituée le 1er avril 1933, sur le terrain des Salines, avec trois Potez 25 TOE et un Potez 29 sanitaire détachés du 39e régiment d’aviation stationné au Levant. La base aérienne de Djibouti est transférée sur le terrain de Gabode en 1935. 
La BA 188 accueille en 2011 une quinzaine d'aéronefs, et étant une base de soutien à vocation interarmées, elle accueille aussi de nombreuses unités de support dont une section de défense sol-air armée de 8 bitubes de 20 mm et 8 postes de tir de missiles Mistral. Elle accueille également deux escadrons :
- Escadron de chasse 3/11 Corse[11] avec quatre Mirage 2000-5F et (jusqu'en 2016) trois Mirage 2000 D
- Escadron de transport 88 Larzac volant sur un C-160 Transall jusqu'en juillet 2019 et depuis sur un CASA CN-235 et trois SA330 Puma[12].

Par ailleurs, un détachement permanent de l'aéronautique navale (Breguet Atlantic, puis Breguet Atlantique 2) y stationnent en permanence.

### Composante Mer
La Marine nationale française dispose de deux chalands de transport de matériel. Elle maintient des forces spéciales pour l'entraînement et la lutte contre la piraterie autour de la Corne de l'Afrique.